# Dwele
Dwele (de son vrai nom Andwele Gardner) est un chanteur, auteur-compositeur et producteur américain, né le 14 février 1978 à Détroit dans le Michigan.

## Biographie
Andwele Gardner a grandi dans le côté ouest de Détroit dans un univers familial musical. Il joue du piano dès l'âge de 6 ans, puis s'exerce à la trompette, la basse et la guitare,,.
Lorsqu'il a 10 ans, son père est abattu par balles devant sa maison. Très affecté, Dwele se réfugie dans la musique. Il puise son inspiration parmi des artistes comme Stevie Wonder, Donny Hathaway, Roy Ayers, Miles Davis, Freddie Hubbard ou le groupe rap A Tribe Called Quest.
En 2000, il enregistre dans sa chambre une démo intitulée "The Rize", qu'il vend à l'arrière de sa voiture. En une semaine, il en vend 100 exemplaires. Cette démo est entendue par un groupe célèbre de Détroit, Slum Village, et plus particulièrement par le producteur J Dilla. Le groupe invite Dwele pour le refrain des titres "Tainted" et "Star" sur leur album Trinity (Past, Present and Future) qui sort en août 2002. Il commence alors à se faire un nom et collabore ensuite avec la rappeuse Bahamadia, avec le supergroupe Lucy Pearl puis avec les Britanniques de New Sector Movement.
En 2003, Dwele signe chez Virgin Records, où il sort son 1er album studio, Subject, un mélange entre Neo soul et hip-hop.
Son 2e album, Some Kinda..., sort en 2005. La même année, son contrat avec Virgin Records s'arrête.
En 2007, il coécrit et chante le refrain du titre "Flashing Lights", 4e single de l'album Graduation de Kanye West.
En mars 2008, il signe un contrat avec RT Music Group et Koch Records (aujourd'hui renommé E1 Music). Dwele y sort son 3e opus : Sketches of a Man. Toujours en 2008, il participe à l'album de reprises The Dresden Soul Symphony aux côtés d'artistes Soul comme Joy Denalane, Bilal et Tweet.
En 2010, Dwele collabore à nouveau avec Kanye West pour le titre "Power", premier single de l'album My Beautiful Dark Twisted Fantasy. Le titre est publié le 28 mai 2010. Le 29 juin 2010, il sort son 4e album W.ants W.orld W.omen.

## Discographie

### Singles solo

#### Subject
- 2003 : "Find a Way"
- 2004 : "Hold On"

#### Some Kinda...
- 2005 : "I Think I Love U"
- 2006 : "Weekend Love"

#### Sketches of a Man
- 2008 : "I'm Cheatin"
- 2008 : "A Few Reasons (Truth Pt.2)"

#### W.W.W. (W.ants. W.orld. W.omen)
- 2010 : "What's Not to Love"

#### Greater Than One
- 2012 : "What Profit"

### Singles et titres en collaboration
- 2002 : "Tainted" et "Star" (de Slum Village, extrait de l'album Trinity (Past, Present and Future))
- 2004 : "Break Of Dawn" (de Boney James, extrait de l'album Pure)
- 2004 : "Closer" (de Slum Village, extrait de l'album Detroit Deli (A Taste of Detroit))
- 2004 : "Rainy Dayz" (de Phat Kat, extrait de The Undeniable)
- 2004 : "Say How I Feel (Slum Village Remix)" featuring Rhian Benson & Slum Village)  (extrait de la mixtape Witness My Growth: The Mixtape 97-04 de Elzhi)
- 2005 : "Call Me" (de Slum Village, extrait de l'album Slum Village)
- 2006 : "In The Rain" (de Boney James, extrait de l'album Shine)
- 2006 : "Baby Come Over" (de Hil St. Soul, extrait de l'album SOULidified)[10]
- 2006 : "Dime Piece (remix)" (de J Dilla, extrait de l'album posthume The Shining)
- 2006 : "Count Back" (de Brucie B., extrait de la compilation Dirty District Vol.3)[11]
- 2007 : "Trilogy/Act 2: Revenge" (de Pharoahe Monch, extrait de l'album Desire)
- 2007 : "The People" (de Common, extrait de l'album Finding Forever)
- 2007 : "Flashing Lights" (de Kanye West, extrait de l'album Graduation)
- 2007 : "Staring Through My Rear View" (de 2Pac, extrait de l'album posthume de remixes Nu-Mixx Klazzics Vol. 2)
- 2007 : "That's the Way of the World" (extrait de la compilation hommage à Earth, Wind and Fire Interpretations: Celebrating the Music of Earth, Wind & Fire)
- 2008 : "Never Heard This Before" (de Foxy Brown, extrait du street-album Brooklyn's Don Diva)
- 2008 : "Rockin' You Eternally" (featuring Leon Ware) (de Jazzanova, extrait de Of All the Things)
- 2008 : "Midnight Train To Georgia" (featuring Joy Denalane, Bilal & Tweet) / "I Thank You" (featuring Bilal) / "Take Me To The River" / "Let's Stay Together" / "Me and Mrs. Jones" / "I'll Take You There" (featuring Tweet) / "ABC" (featuring Joy Denalane, Bilal & Tweet) / "Ain't No Stoppin' Us Now" (featuring Joy Denalane, Bilal & Tweet) (de The Dresden Soul Symphony, extrait de l'album de reprises The Dresden Soul Symphony)
- 2009 : "More Than a Love Song" (de Pryslezz, extrait de l'album Death of a Man Rebirth of a King)
- 2010 : "Power" (de Kanye West, extrait de l'album My Beautiful Dark Twisted Fantasy)
- 2010 : "Don't Fight the Feeling/Daylight" (de Slum Village, extrait de l'album Villa Manifesto)